# Columella (Gattung)
Die Gattung Columella ist eine Schneckengattung der Familie der Windelschnecken (Vertiginidae) aus der Unterordnung der Landlungenschnecken (Stylommatophora). Nach einer vorläufigen Arbeit von Jeffrey Nekola gehört die Gattung zur Familie der Kornschnecken (Chondrinidae).

## Merkmale
Die Vertreter der Gattung Columella besitzen rechtsgewundene, selten linksgewundene, zylindrische, selten leicht konische Gehäuse mit 5 bis 8 Windungen. Sie werden bis zu 4 mm hoch und 2,3 mm breit. Die Oberfläche ist glatt oder weist nur feine Anwachsstreifen auf. Die Farbe variiert von hellhornfarben bis kastanienbraun. Die Mündung ist einfach mit scharfem Rand. Lediglich am Spindel- und Basalrand ist er leicht umgebogen. Die Mündung ist unbewehrt.
Im Geschlechtsapparat ist der Penis mäßig lang mit einem kurzen Epiphallus und einem kurzen, rundlichen Fortsatz. Der Samenleiter ist mäßig lang. Der Penisretraktormuskel setzt etwa in der Mitte des leicht keuligen Epiphallus an. Die Vagina ist sehr lang. Der Stiel der Samenblase ist etwa doppelt so lang wie die länglich-eiförmige Samenblase.

## Geographische Verbreitung
Die Arten der Gattung Columella kommen in der Holarktis vor. Ein Nachweis aus Afrika südlich der Sahara ist noch sehr unsicher.

## Taxonomie
Die Gattung Columella wurde 1878 von Carl Agardh Westerlund aufgestellt. Die älteren Gattungsnamen, Paludinella Lowe, 1852 und Edentula Clessin, 1876 sind präokkupiert und können somit nicht für dieses Taxon verwendet werden. Typusart ist Pupa inornata Michaud, 1831, ein jüngeres Synonym von Columella edentula (Draparnaud, 1805). Derzeit werden etwa 12 Arten zur Gattung gestellt:
- Columella acicularis Almuhambetova, 1979
- Columella alexandri Cooke & Pilsbry, 1906
- Columella alticola (Ingersoll, 1875)(auch Columella columella alticola (Ingersoll, 1875))
- Raue Windelschnecke (Columella aspera Waldén, 1966)
- Hohe Windelschnecke (Columella columella (v. Martens, 1830))
- Zahnlose Windelschnecke (Columella edentula (Draparnaud, 1805))
- Columella intermedia Schileyko et Almuhambetova in Schileyko, 1984
- Columella microspora (Lowe, 1852)
- Columella nymphaepratensis Hlaváč & Pokryszko, 2009[4]
- Columella olaaensis Pilsbry, 1926
- Columella polvonense (Pilsbry, 1894)
- Columella sharpi Pilsbry & Cooke, 1906
- Columella talgarica Schileyko & Rymzhanov, 2010[5]

## Belege